# Méconine
 (octobre 2024).
La méconine est un composé organique de la catégorie des lactones. Fréquemment associé aux opiacés (d'où son nom, issu du grec Μήϰων, pavot), c'est néanmoins un métabolite de la noscapine, pas de l'héroïne pure. Sa détection a été suggérée comme moyen de distinguer l'usage légal et illégal de l'héroïne, puisque la noscapine est absente de l'héroïne de qualité pharmaceutique.
Elle n'a pas d'effet psychoactif connu.

Elle a été découverte et étudiée par le pharmacien français Jean-Pierre Couerbe, qui publie en 1832 « Histoire chimique de la méconine ». La substance y est présentée en ces termes : 

« Cette substance, reconnue pour la première fois dans l’opium par l’auteur du mémoire, est blanche, inodore, peu sapide au premier instant, puis sensiblement âcre ; elle est soluble dans l’eau, l’alcool et l’éther, et se cristallise également bien dans ces trois liquides. Les cristaux sont des prismes à six pans dont les deux faces parallèles sont les plus larges, et dont le sommet est formé par un angle dièdre. »